# Kim Won-jin
Kim Won-jin (kor. 김원진 ;ur. 1 maja 1992) – południowokoreański judoka. Medalista olimpijski z Paryża (2024), piąty w Tokio (2020) i siódmy w Rio de Janeiro (2016). Walczył w wadze ekstralekkiej.
Brązowy medalista mistrzostw świata w 2013 i 2015, a także igrzysk azjatyckich w 2014. Mistrz Azji w 2015 i drugi w 2013. Wygrał igrzyska Azji Wschodniej w 2013 i uniwersjadę w 2011 i 2015. Triumfator igrzysk wojskowych w 2019 roku.

## Letnie Igrzyska Olimpijskie 2016
| Konkurencja | Rundy eliminacyjne  | Rundy eliminacyjne              | Rundy eliminacyjne       | Repasaże               | Klas. końcowa |
| Konkurencja | Przeciwnik I        | Przeciwnik II                   | Przeciwnik III           | Przeciwnik I           | Miejsce       |
| ----------- | ------------------- | ------------------------------- | ------------------------ | ---------------------- | ------------- |
| 60 kg       | Elios Manzi (ITA) Z | Cend-Ocziryn Cogtbaatar (MGL) Z | Biesłan Mudranow (RUS) P | Naohisa Takatō (JAP) P | 7.            |